# Fußball in Kroatien 1993/94
Die Spielzeit 1993/94 im kroatischen Fußball war die dritte seit der Loslösung vom jugoslawischen Fußballverband und der Neugründung des kroatischen Fußballverbandes.
Für die erste kroatische Liga (kroat. Prva Hrvatska Nogometna Liga, kurz 1. HNL) wurden 18 Vereine zugelassen, die zweite Liga (kroat. Druga Hrvatska Nogometna Liga, kurz 2. HNL) startete in zwei Staffeln mit jeweils 16 Mannschaften.

## Meisterschaft

### Erste Liga
Da die letztplatzierten Mannschaften der Spielzeit 1992/93 aufgrund des Kroatienkrieges vom Abstieg verschont blieben, durften alle 16 Erstligisten der vorhergehenden Spielzeit erneut antreten. Hinzu kam der jeweilige Meister der beiden Zweitligastaffeln 1992/93.
| Verein                  | Spielzeit 1992/93 | Spielzeit 1992/93 | Spielzeit 1992/93      |
|                         | Liga              | Rang              | ggf. abweichender Name |
| ----------------------- | ----------------- | ----------------- | ---------------------- |
| NK Croatia Zagreb       | 1. HNL            | 1.                |                        |
| NK Hajduk Split         | 1. HNL            | 2.                |                        |
| NK Zagreb               | 1. HNL            | 3.                |                        |
| NK Rijeka               | 1. HNL            | 4.                |                        |
| NK Cibalia Vinkovci     | 1. HNL            | 5.                |                        |
| NK Osijek               | 1. HNL            | 6.                |                        |
| NK Varteks Varaždin     | 1. HNL            | 7.                |                        |
| NK Istra Pula           | 1. HNL            | 8.                |                        |
| NK Inter Zaprešić       | 1. HNL            | 9.                |                        |
| NK Segesta Sisak        | 1. HNL            | 10.               |                        |
| NK Pazinka Pazin        | 1. HNL            | 11.               |                        |
| NK Zadar                | 1. HNL            | 12.               |                        |
| NK Radnik Velika Gorica | 1. HNL            | 13.               |                        |
| NK Dubrovnik            | 1. HNL            | 14.               |                        |
| NK Belišće              | 1. HNL            | 15.               |                        |
| NK Šibenik              | 1. HNL            | 16.               |                        |
| NK Dubrava Zagreb       | 2. HNL Nord       | 1.                |                        |
| NK Primorac Stobreč     | 2. HNL Süd        | 1.                |                        |

Meister wurde Hajduk Split und startete in der UEFA Champions League 1994/95. Für den UEFA-Pokal 1994/95 wurde kein kroatischer Verein zugelassen. Die ersten Absteiger seit Einführung der 1. HNL waren Pazinka Pazin, Dubrovnik, Dubrava Zagreb und Radnik Velika Gorica, die Liga spielte in der folgenden Spielzeit mit 16 Vereinen. Torschützenkönig wurde Goran Vlaović mit 29 Treffern.
Ausführliche Statistik: 1. HNL 1993/94

### Zweite Liga
Die zweite Liga spielte wie in der Vorsaison in zwei Staffeln mit je 16 Mannschaften. 
| Staffel | Verein                          | Spielzeit 1992/93 | Spielzeit 1992/93 | Spielzeit 1992/93      |
|         |                                 | Liga              | Rang              | ggf. abweichender Name |
| ------- | ------------------------------- | ----------------- | ----------------- | ---------------------- |
| Nord    | NK Marsonia Slavonski Brod      | 2. HNL Nord       | 2.                |                        |
| Nord    | NK Samobor                      | 2. HNL Nord       | 3.                |                        |
| Nord    | NK Trešnjevka Zagreb            | 2. HNL Nord       | 4.                |                        |
| Nord    | NK Spačva Vinkovci              | 2. HNL Nord       | 5.                |                        |
| Nord    | NK Olimpija Osijek              | 2. HNL Nord       | 6.                |                        |
| Nord    | NK Špansko Zagreb               | 2. HNL Nord       | 7.                |                        |
| Nord    | NK Vrapče Zagreb                | 2. HNL Nord       | 8.                |                        |
| Nord    | NK Bjelovar                     | 2. HNL Nord       | 9.                |                        |
| Nord    | NK Slaven Bilokalnik Koprivnica | 2. HNL Nord       | 10.               |                        |
| Nord    | NK Mladost Cestrograd Celić     | 2. HNL Nord       | 11.               |                        |
| Nord    | NK Metalac OLT Osijek           | 2. HNL Nord       | 12.               |                        |
| Nord    | NK Jedinstvo Donji Miholjac     | 2. HNL Nord       | 13.               |                        |
| Nord    | NK Karlovac                     | 2. HNL Nord       | 14.               |                        |
| Nord    | NK Croatia Đakovo               | 2. HNL Nord       | 16.               |                        |
| Nord    | NK Pik Vrbovec                  | ?                 | ?                 |                        |
| Nord    | NK Budućnost Hodošan            | ?                 | ?                 |                        |
| Süd     | NK Split                        | 2. HNL Süd        | 2.                |                        |
| Süd     | NK Solin                        | 2. HNL Süd        | 3.                | NK MAR Solin           |
| Süd     | NK Neretva Metković             | 2. HNL Süd        | 4.                |                        |
| Süd     | NK Orijent Rijeka               | 2. HNL Süd        | 5.                |                        |
| Süd     | NK Jadran Kaštel Sućurac        | 2. HNL Süd        | 6.                |                        |
| Süd     | NK Neretvanac Opuzen            | 2. HNL Süd        | 7.                |                        |
| Süd     | NK Rovinj                       | 2. HNL Süd        | 8.                |                        |
| Süd     | NK Jadran NGB Ploče             | 2. HNL Süd        | 9.                |                        |
| Süd     | NK Junak Sinj                   | 2. HNL Süd        | 10.               |                        |
| Süd     | NK Nehaj Senj                   | 2. HNL Süd        | 11.               |                        |
| Süd     | NK Croatia Imotski              | 2. HNL Süd        | 12.               |                        |
| Süd     | NK Jadran Poreč                 | 2. HNL Süd        | 13.               |                        |
| Süd     | NK Prevlaka Konavle             | 2. HNL Süd        | 14.               | NK Slaven Konavle      |
| Süd     | NK Uskok Klis                   | ?                 | ?                 |                        |
| Süd     | NK Rudar Labin                  | ?                 | ?                 |                        |
| Süd     | NK Uljanik Pula                 | ?                 | ?                 |                        |

Der Aufstieg in die erste Liga gelang Marsonia Slavonski Brod und Neretva Metković.
Ausführliche Statistik: 2. HNL 1993/94

## Pokalwettbewerb
Für den Pokalwettbewerb waren 32 Mannschaften qualifiziert. Pokalsieger wurde Croatia Zagreb in zwei Finalspielen gegen NK Rijeka und qualifizierte sich dadurch für den Europapokal der Pokalsieger 1994/95.
Ausführliche Statistik: Hrvatski nogometni kup 1993/94

## Supercup
Meister Hajduk Split gewann den Superkup 1994 im Elfmeterschießen gegen Pokalsieger Croatia Zagreb. Beide Finalspiele endeten jeweils mit 1:0 für die Heimmannschaft (am 24. Juli in Split und am 31. Juli in Zagreb).

## Europapokale
Zum ersten Mal nach der Gründung des kroatischen Fußballverbandes wurden dessen Vertreter im Europapokal zugelassen.
In der UEFA Champions League 1993/94 scheiterte Croatia Zagreb in der ersten Runde an Steaua Bukarest, im Europapokal der Pokalsieger 1993/94 Hajduk Split ebenfalls in der ersten Runde an Ajax Amsterdam.

## Nationalmannschaft
Weil die kroatische Nationalmannschaft nicht zur Qualifikation für die Weltmeisterschaft 1994 zugelassen war, absolvierte sie lediglich vier Freundschaftsspiele.
Dem Sieg in Valencia gegen Spanien standen eine Niederlage in Bratislava gegen die Slowakei und zwei Unentschieden (in Ungarn und gegen Argentinien) gegenüber.